# Laguna Puan
Laguna Puan är en sjö i Argentina.   Den ligger i provinsen Buenos Aires, i den centrala delen av landet, 500 km sydväst om huvudstaden Buenos Aires. Laguna Puan ligger 215 meter över havet. Arean är 6,6 kvadratkilometer. Den sträcker sig 3,0 kilometer i nord-sydlig riktning, och 3,9 kilometer i öst-västlig riktning.
Följande samhällen ligger vid Laguna Puan:
- Puan (4 735 invånare)

Trakten runt Laguna Puan består i huvudsak av gräsmarker. Runt Laguna Puan är det mycket glesbefolkat, med 3 invånare per kvadratkilometer.